# Addio, Onkel Tom!
Addio, Onkel Tom! (Addio Zio Tom) ist ein italienischer Film aus dem Jahre 1971. Inszeniert wurde er von Gualtiero Jacopetti und Franco Prosperi mit Musik von Riz Ortolani. Der Film gehört zum Genre des Mondofilms.
Der Film reist in der Zeit zurück in das sogenannte antebellum Amerika (also die Vereinigten Staaten in der Zeit vor dem Bürgerkrieg) und zeigt die erbärmlichen Bedingungen, unter denen die schwarzen Sklaven in Amerika leben mussten.
Der Film ist aufgezogen wie eine Dokumentation. Schauspieler stellten historische Szenen nach.

## Produktion
Der Film wurde im Wesentlichen in Haiti gedreht, wo die Regisseure Jacopetti und Prosperi als Gäste des Diktators Papa Doc Duvalier drehen durften. Duvalier unterstützte sie mit Diplomatenstatus, Drehgenehmigungen überall auf der Insel und lud sie zum Abendessen ein. Hunderte Haitianer traten als Statisten im Film auf.

## Unterschiedliche Versionen
Der Director’s Cut von Addio Zio Tom zieht Parallelen zwischen dem Schrecken der Sklaverei und dem Aufstieg der Black-Power-Bewegung, repräsentiert von Eldridge Cleaver, LeRoi Jones, Stokely Carmichael und anderen. Der Film endet mit der Aufführung von William Styrons The Confessions of Nat Turner. Hier wird Nat Turners Revolte in die Gegenwart verlegt, inklusive des Umbringens unbeteiligter Weißer. Amerikanische Verleiher fanden dies zu drastisch und zwangen Jacopetti und Prosperi dazu, dreizehn Minuten für das angelsächsische Publikum herauszuschneiden.

## Rezeption und Kritik
Der Film wurde häufig wegen Rassismus kritisiert, obwohl die Regisseure Jacopetti und Prosperi behaupteten, sich gerade gegen den Rassismus gerichtet zu haben. In Roger Eberts Kritik von 1972 hieß es, die Regisseure hätten die widerlichste, herablassendste Beleidigung des Anstands gedreht, die sich jemals als Dokumentation getarnt habe („Made the most disgusting, contemptuous insult to decency ever to masquerade as a documentary.“). Kritiker Pauline Kael nannte den Film die schlimmste, konkrete und rabiateste Anstiftung zum Rassenkrieg (“the most specific and rabid incitement to race war”). Weiße Rassisten aus dem Umfeld des Ku Klux Klan wie David Duke vermuteten eine jüdische Verschwörung, um Schwarze anzustacheln.
Die Regisseure wiesen diesen Vorwurf zurück. In der Dokumentation Godfathers of Mondo (2003) sprachen sie nochmals darüber, den Film gemacht zu haben, um Rassismus anzuprangern.

## Soundtrack
Der italienische Komponist Riz Ortolani steuerte den Soundtrack zu dem Film bei. Er hatte mit den Regisseuren schon bei Mondo Cane und Africa Addio zusammengearbeitet.